# Amnirana parkeriana
Amnirana parkeriana là một loài ếch thuộc họ Ranidae.
Đây là loài đặc hữu của Angola.
Môi trường sống tự nhiên của chúng là rừng ẩm vùng đất thấp nhiệt đới hoặc cận nhiệt đới và đầm nước.

## Hình ảnh

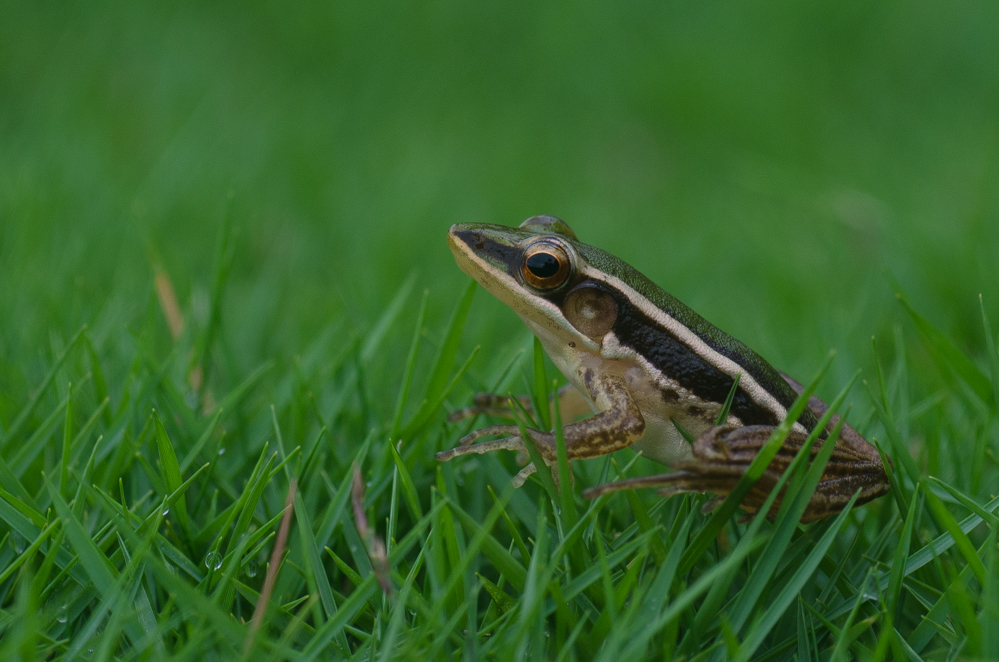